# Eifelrennen 1937
Eifelrennen 1937 je bila enajsta neprvenstvena dirka za Veliko nagrado v sezoni 1937. Odvijala se je 13. junija 1937 na nemškem dirkališču Nürburgring-Nordschleife. 

## Poročilo

### Pred dirko
Obe nemški moštvi, Auto Union in Mercedes-Benz, sta na dirko pripeljali po pet dirkalnikov, kolikor je največ dovoljeno na moštvo. Luigi Fagioli zaradi revme ni mogel dirkati. Ernsta von Deliusa je na prostem treningu zadel ptič v glavno, ob tem je izgubil nadzor na dirkalnikom in trčil v ovinku Bergwerk. Dirkalnik je bil popolnoma uničen. Tudi Mercedes-Benz je imel nekaj težav z dirkalnikom Manfreda von Brauchitsch, ki je prevzel dirkalnik Richarda Seamana, ponoči pa je bil iz Stuttgarta poslan nov dirkalnik. Mladi Mercedesov dirkač Christian Kautz je dobil priložnost za svoj dirkaški debi, njegov dirkalnik je bil opremljen z novim eksperimentalnim uplinjačem. 

### Dirka
Na štartni vrsti se je dirkalnik Tazia Nuvolarija premikal, tako da je bil ob zeleni luči že skoraj v višini prve štartne vrste. Na štartu je povedel Bernd Rosemeyer, toda v ovinku Südkehre ga je prehitel Rudolf Caracciola. Ob koncu prvega kroga je bilo na prvih sedmih mestih sedem nemških dirkalnikom, vodil je še vedno Caracciola, sledili so mu  Rosemeyer, von Brauchitsch, Hermann Lang, von Delius, Seaman in Rudolf Hasse, osmi pa je bil Nuvolari. V drugem krogu je moral odstopiti Seaman zaradi okvare črpalke za gorivo. Rosemeyer je napadal Caracciolo in ga po trdem dvoboju prehitel v tretjem krogu. V petem krogu je na svoj postanek v bokse zapeljal Caracciola, za njim pa tudi von Brauchitsch, krog kasneje pa sta postanka v boksih opravila tudi vodilni Rosemeyer in Lang. Rosemeyerjev postanek je trajal le petindvajset sekund, Langov pa petinštirideset sekund. Po postankih je imel Rosemeyer petinštirideset sekund prednosti pred Caracciolo. Krog kasneje je bil Lang ponovno v boksih za menjavo svečk in je izgubil dve mesti. Vsi Mercedesovi dirkači so imel težave s svečkami zaradi črpalke za gorivo, ki je dajala preveč goriva, ali pa sploh ni delovala. Caracciola ni več uspeh ogroziti Rosemeyerja, ki je osvojil tretjo zaporedno zmago na dirkališču Nürburgring-Nordschleife, tretji je bil von Brauchitsch, četrti Hasse, peti pa Nuvolari. 

## Rezultati

### Štartna vrsta
| _______3_______ Caracciola Mercedes-Benz |                                    | _______2_______ von Brauchitsch Mercedes-Benz |                                      | _______1_______ Rosemeyer Auto Union  |  |
|                                          | _______5_______ Hasse Auto Union   |                                               | _______4_______ Lang Mercedes-Benz   |                                       |  |
| _______8_______ Farina Alfa Romeo        |                                    | _______7_______ Nuvolari Alfa Romeo           |                                      | _______6_______ von Delius Auto Union |  |
|                                          | _______10______ Müller Auto Union  |                                               | _______9_______ Kautz Mercedes-Benz  |                                       |  |
| _______13______ Hartmann Maserati        |                                    | _______12______ Seaman Mercedes-Benz          |                                      | _______11______ Ruesch Alfa Romeo     |  |
|                                          | ______15_______ Soffietti Maserati |                                               | _______14______ Carraroli Alfa Romeo |                                       |  |
| _______18______ Mandirola Maserati       |                                    | _______17______ Balestrero Alfa Romeo         |                                      | _______16______ Festetics Maserati    |  |

### Dirka
| Poz | Št | Dirkač                  | Moštvo             | Dirkalnik              | Krogi | Čas/Odstop        | Št. m. |
| --- | -- | ----------------------- | ------------------ | ---------------------- | ----- | ----------------- | ------ |
| 1   | 1  | Bernd Rosemeyer         | Auto Union         | Auto Union C           | 10    | 1:42:11,2         | 1      |
| 2   | 6  | Rudolf Caracciola       | Daimler-Benz AG    | Mercedes-Benz W25K     | 10    | 1:43:01,8         | 3      |
| 3   | 8  | Manfred von Brauchitsch | Daimler-Benz AG    | Mercedes-Benz W25K-DAB | 10    | 1:43:56,8         | 2      |
| 4   | 4  | Rudolf Hasse            | Auto Union         | Auto Union C           | 10    | 1:45:46,0         | 5      |
| 5   | 11 | Tazio Nuvolari          | Scuderia Ferrari   | Auto Union C           | 10    | 1:46:25,0         | 7      |
| 6   | 7  | Hermann Lang            | Daimler-Benz AG    | Alfa Romeo 12C-36      | 10    | 1:48:06,0         | 4      |
| 7   | 5  | Hermann Paul Müller     | Auto Union         | Auto Union C           | 10    | 1:48:35,1         | 10     |
| 8   | 18 | Hans Rüesch             | Privatnik          | Alfa Romeo 12C-36      | 10    | 1:48:44,1         | 11     |
| 9   | 10 | Christian Kautz         | Daimler-Benz AG    | Mercedes-Benz W25K     | 10    | 1:49:38,4         | 9      |
| 10  | 2  | Ernst von Delius        | Auto Union         | Auto Union C           | 10    | 1:50:43,3         | 6      |
| 11  | 15 | Luigi Soffietti         | Privatnik          | Maserati 6C-34         | 9     | +1 krog           | 15     |
| 12  | 16 | Laszlo Hartmann         | Privatnik          | Maserati 8CM           | 9     | +1 krog           | 13     |
| Ods | 12 | Giuseppe Farina         | Scuderia Ferrari   | Alfa Romeo 12C-36      |       |                   | 8      |
| Ods | 19 | Renato Balestrero       | Gruppo San Giorgio | Alfa Romeo P3          |       |                   | 17     |
| Ods | 20 | Adolfo Mandirola        | Ecurie Genevoise   | Maserati 8CM           |       |                   | 18     |
| Ods | 23 | Ernő Festetics          | Privatnik          | Maserati 8CM           |       |                   | 16     |
| Ods | 24 | Guglielmo Carraroli     | Privatnik          | Alfa Romeo 2900A       |       |                   | 12     |
| Ods | 9  | Richard Seaman          | Daimler-Benz AG    | Mercedes-Benz W25K     | 1     | Črpalka za gorivo | 12     |
| DNS | 3  | Luigi Fagioli           | Auto Union         | Auto Union C           |       | Bolezen           |        |
| DNA | 17 | Henri Simonet           | Privatnik          | Alfa Romeo P3          |       |                   |        |
| DNA | 20 | Franco Cortese          | Privatnik          | Maserati 6CM           |       |                   |        |
| DNA | 22 | Paul Pietsch            | Auto Union         | Maserati 6C-34         |       |                   |        |